# 小田友治
小田 友治（おだ ともはる）は、戦国時代から江戸時代の常陸国の土豪、武将。小田氏の一族で小田氏治の長男。守治の庶兄。官位は左京亮。幼名は小太郎。号は帰庵。八田 左近（はった さこん）としても知られる。妻は芳賀伯耆守の娘。子に、豊臣秀頼の家臣となった義治と、宇都宮為明の養子となった友重がいる。

## 略歴
氏治の長子だが、庶子だったため、氏治が北条氏康と同盟を結んだ際にその人質として北条氏に出された。そこでそのまま家臣となり、次の氏直の代にも仕えている。天正18年（1590年）の北条氏滅亡後は豊臣秀吉に、のち秀次に1000石で仕える。帰郷と称して東国に出入りし、東国大名の動静を秀吉に伝える、間諜としての行動もとっている。朝鮮出兵では舟奉行として功があり、播磨国赤穂および伊勢国羽田で3100石を与えられた。伊勢羽田郷八村を「八田」と改名し、自身も祖先の姓である「八田」と改姓した。秀次事件の連座で改易となると、難を逃れてほとぼりが冷めるまで逐電した。その後、堀尾吉晴の斡旋で慶長3年（1598年）に徳川家康に拝謁し、その後一時結城秀康に仕える。
関ヶ原の戦いでは秀康に抜け駆けを薦めたことが家康の逆鱗に触れ、秀康の越前転封に際してやはり秀康に仕えていた弟・守治が小田氏として嫡流にあたることからその家臣になるよう迫られ、結局結城家を退去するに至った。その後やはり小田家や結城家の縁を頼りに松平定勝に仕えたが、程なくして致仕。その後奈良で隠居の後、京都東山に移る際に出家して、帰庵と号した。
慶長9年（1604年）2月3日、京都で没したと伝えられる。57歳没。